# Терморегулятор
Терморегуля́тор — элемент автоматического регулирования отопительного или охлаждающего оборудования. Поддерживает температуру на уровне, заданном потребителем. Используются в установках искусственного климата, в охлаждающих и морозильных установках, в системах обогрева помещений, в тепличном хозяйстве.

## Виды терморегуляторов
- Механические терморегуляторы

К механическим терморегуляторам можно отнести капиллярные, принцип действия которых основан на расширении жидкости в температурном датчике и в капиллярной трубке. Жидкость давит на мембрану, установленную в терморегуляторе, что приводит к размыканию контакта в электроцепи. Капиллярные терморегуляторы энергонезависимы. Их используют в тепловентиляторах и системах кондиционирования.
Другим примером может служить биметаллический терморегулятор, в котором биметаллический диск при достижении определенной температуры выгибается и через рычаг размыкает контакт электрической цепи. Для приведения терморегулятора в исходное состояние необходимо нажать кнопку ручного сброса. Такие терморегуляторы используются для защиты оборудования от перегрева.
- Программируемые электронные терморегуляторы

Терморегуляторы различаются:
- В зависимости от конструкции различают: электромеханические (использующие принцип работы биметаллической пластины) и электронные терморегуляторы, характеризующиеся повышенной точностью регулирования.
- По контролю температуры: воздушный, напольный, комбинированный способ контроля;
- По функциональным возможностям: простые, программируемые, двухзонные.
- По способу монтажа (установки) — накладные и врезные.

## Принцип работы терморегулятора
Терморегулятор обладает встроенным или выносным термодатчиком, который устанавливается в свободной от прямого воздействия отопительных приборов зоне и снабжает терморегулятор информацией о температуре воздуха в зоне расположения самого термодатчика. На основе этих данных терморегулятор управляет отопительными приборами в помещении.
Рекомендуется устанавливать терморегуляторы в том же помещении, где установлены нагревательные устройства, кроме помещений с повышенной влажностью, и располагать их в удобном месте на стене на высоте около 1,5 м.